# Tekla Bądarzewska-Baranowska
Tekla Bądarzewska-Baranowska, född 1834 i Warszawa, död 29 september 1861 i Warszawa, var en polsk kompositör och musiker (piano). 
Hon hade ingen formell utbildning inom piano eller komposition. Hennes mest kända komposition är Modlitwa dziewicy Op.4 (Jungfruns bön), som publicerades 1856 i Warszawa. Den blev populär över hela världen. Hennes efterkommande verk fick också uppmärksamhet men inte i samma utsträckning.
Bądarzewska-Baranowska har fått en krater på Venus uppkallad efter sig.

## Verk (urval)[1]
- Modlitwa dziewicy (Jungfruns bön), Op. 4
- Seconde prière d’une vierge
- Prière exaucée, ou Réponse à la prière d’une vierge
- Wspomnienie chatki (‘Memories of a Hut’)
- Słodkie marzenia (‘Sweet Dreams’)
- Pamiątka przyjaźni (‘Memories of a Friendship’).

## Jungfruns bön
Lyssna på Jungfruns bön:
| Modlitwa dziewicy (Jungfruns bön), Op. 4 (fil), MIDI 3:05 Minuter, 13 KB |